# Saint Thomas, Amerikanska Jungfruöarna

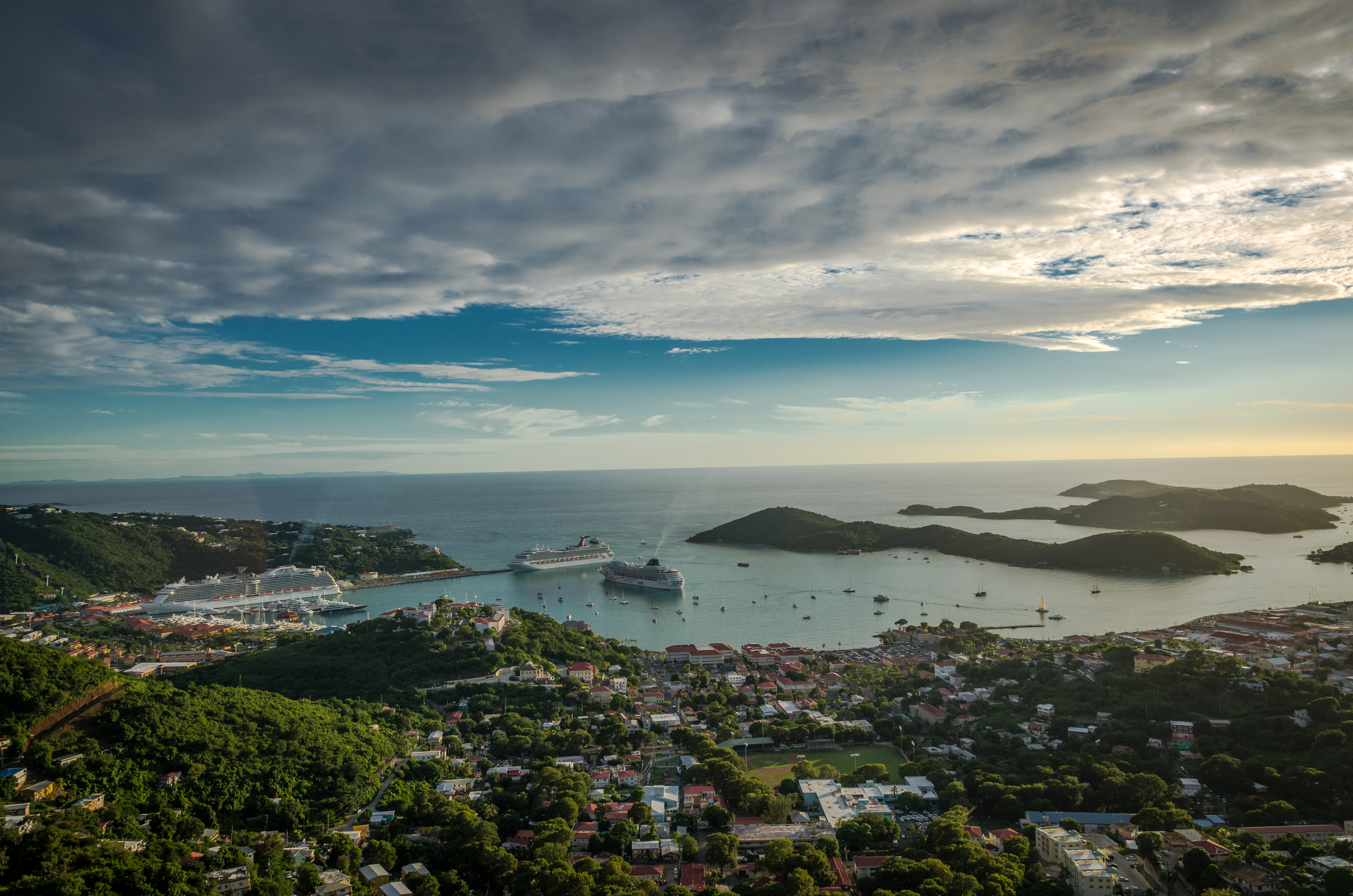
Huvudorten Charlotte Amalie.

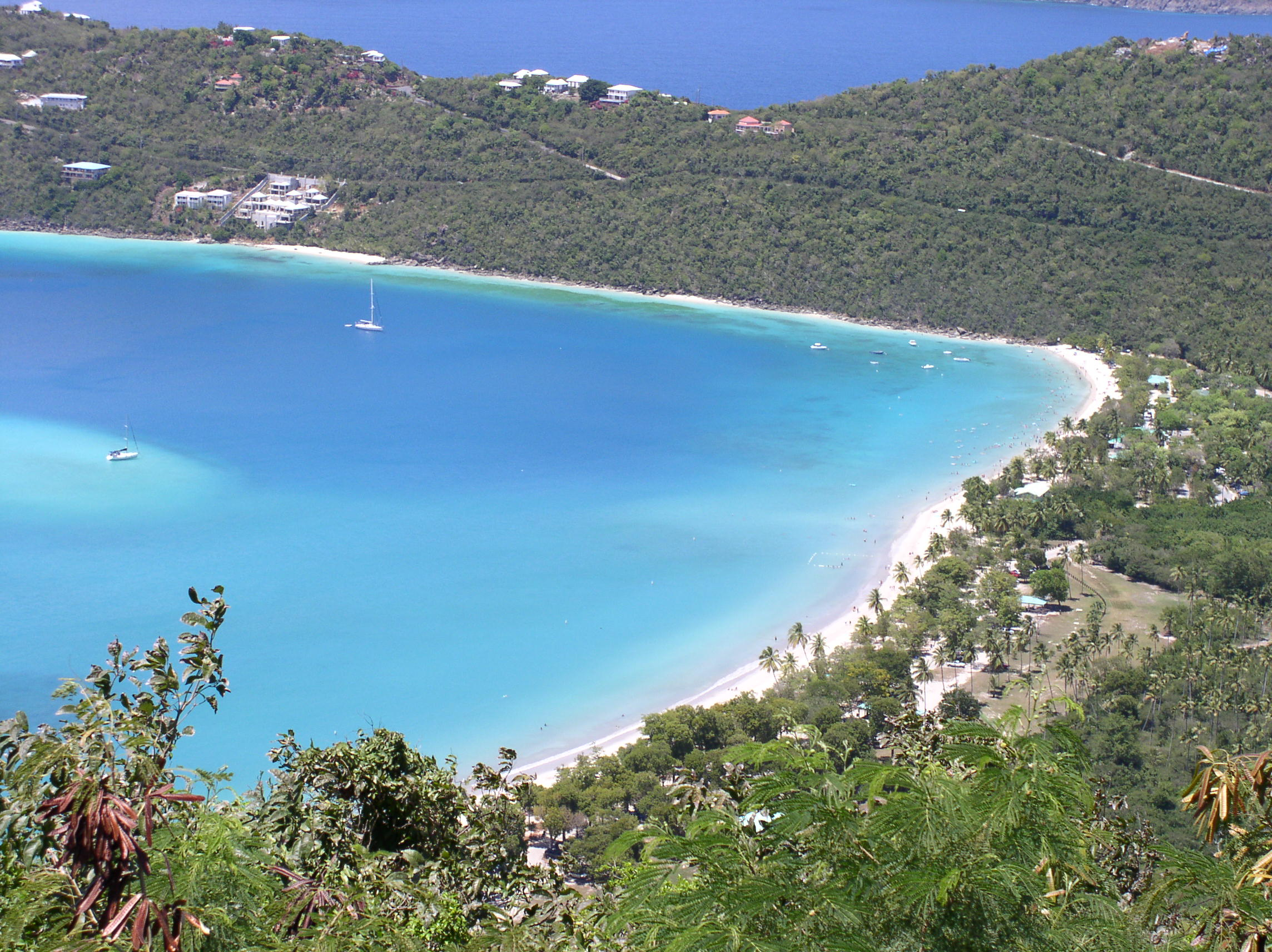
Strand på Saint Thomas.

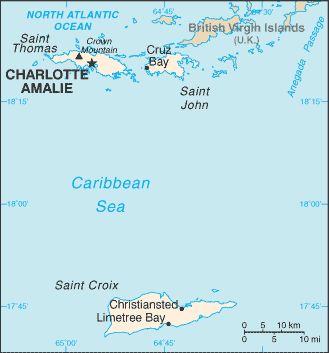
Saint Thomas läge i Amerikanska Jungfruöarna.

Saint Thomas (danska: Sankt Thomas) är en ö i ögruppen Amerikanska Jungfruöarna i Västindien som tillhör USA. På den södra delen av ön ligger huvudorten Charlotte Amalie.

## Historia
Saint Thomas har troligen bebotts av västindiska indianer som av ciboney-, karib- och arawakfolken sedan cirka 1500 f.Kr. Den upptäcktes 1493 av Christofer Columbus under hans andra resa till Nya världen. Ön koloniserades först av Nederländerna 1657. Först 1666 anlände danskarna och 1672 etablerade det Danska Västindiska Kompaniet en bas i Charlotte Amalie. Detta blev början till Jomfruøerne, det Danska Västindien. Ön användes till plantager för sockerrör som sköttes med hjälp av slavar, sedan slaveriet introducerats 1673. Under 1600-talet var ön ett tillhåll för pirater som Jean Hamlin, Bartholomew Roberts och Kapten Kidd.
1756 införlivades ön i den nyskapade kolonin Danska Västindien. Under 1700-talet blomstrade ekonomin fram till början av 1800-talet innan slaveriet avskaffades av guvernör Peter von Scholten den 3 juli 1848. Under Napoleonkrigen ockuperades ön åren 1801 samt 1807 till 1815 av Storbritannien. En av Floridas två första senatorer sedan det blivit en delstat i USA 1845, David Levy Yulee, föddes på Saint Thomas 1810.
Danska Västindien blev sakteligen en ekonomisk belastning för Danmark som försökte sälja området till USA. Ett första försök gjorde på tidiga 1900-talet men affären fullbordades aldrig. Under första världskriget fruktade USA att området skulle ockuperas av Kejsardömet Tyskland och nya förhandlingar inleddes. Saint Thomas och hela området såldes till USA för 25 miljoner dollar den 12 december 1916, avtalet ratificerades den 17 januari 1917 och den formella överlämningsceremonin hölls den 31 mars 1917. Ön förvaltades av den amerikanska flottan fram till 1931. 1927 beviljades öns invånare amerikanskt medborgarskap. Från 1931 förvaltades ön av det amerikanska inrikesdepartementet.
Under andra världskriget användes ön som militärbas. Först 1954 infördes viss autonomi och en lokal senat instiftades och 1970 erhöll området fullständig autonomi. Idag är området ett amerikanskt territorium utan att vara en införlivad del av hemlandet. Idag är turism öarnas största inkomstkälla. Saint Thomas har drabbats av flera orkaner på senare år, bland annat Hugo 1989, Luis och Marilyn 1995.

## Geografi
Saint Thomas ligger i den östra delen av Karibiska havet cirka 225 kilometer nordväst om Saint Kitts, cirka 64 kilometer öster om Puerto Rico och cirka 1 760 kilometer sydost om Miami. Ön har en areal om cirka 80,9 km². Den är av vulkaniskt ursprung och den högsta höjden är Crown Mountain på 474 m ö.h. Saint Thomas består av en kedja av ojämna kullar med liten växtlighet som breder ut sig i en öst-västlig riktning.
Temperaturerna varierar mellan 21 och 32 °C, med en medeltemperatur på 26 °C. I genomsnitt faller 1 150 mm nederbörd per år, där majoriteten av denna tas upp av växter eller avdunstar. På ön råder ett halvökenklimat.
Öns flygplats Cyril E. King Airport (flygplatskod "STT") med kapacitet för internationellt flyg ligger på öns mellersta del, cirka fem kilometer väster om Charlotte Amalie.

## Ekonomi
Saint Thomas har genom omfattande turism, den högsta inkomsten per capita i Västindien. De viktigaste exportvarorna är rom och klockor. Ett antal medborgare från Brittiska Jungfruöarna arbetar på Saint Thomas.

## Demografi
Ön är tätbefolkad med en befolkning som uppgår till 51 634 invånare där 18 489 bor i huvudorten Charlotte Amalie (2010). Ön är indelad i sju subdistricts: Charlotte Amalie, East End, Northside, Southside, Tutu, Water Island och West End.
Omkring 80 procent av invånarna har afrikanskt ursprung, även om påbrån från Spanien, Portugal, Skottland, Danmark, England, Frankrike och Puerto Rico också är vanligt. Huvudspråk är engelska, även om mindre grupper av fransk- och spansktalande finns.